# Hulice
Obec Hulice leží v okrese Benešov. Žije zde 282 obyvatel. Součástí obce je i vesnice Rýzmburk.
Ve vzdálenosti 14 km západně leží město Vlašim, 23 km východně město Světlá nad Sázavou, 27 km jižně město Humpolec a 29 km západně město Benešov.

## Historie

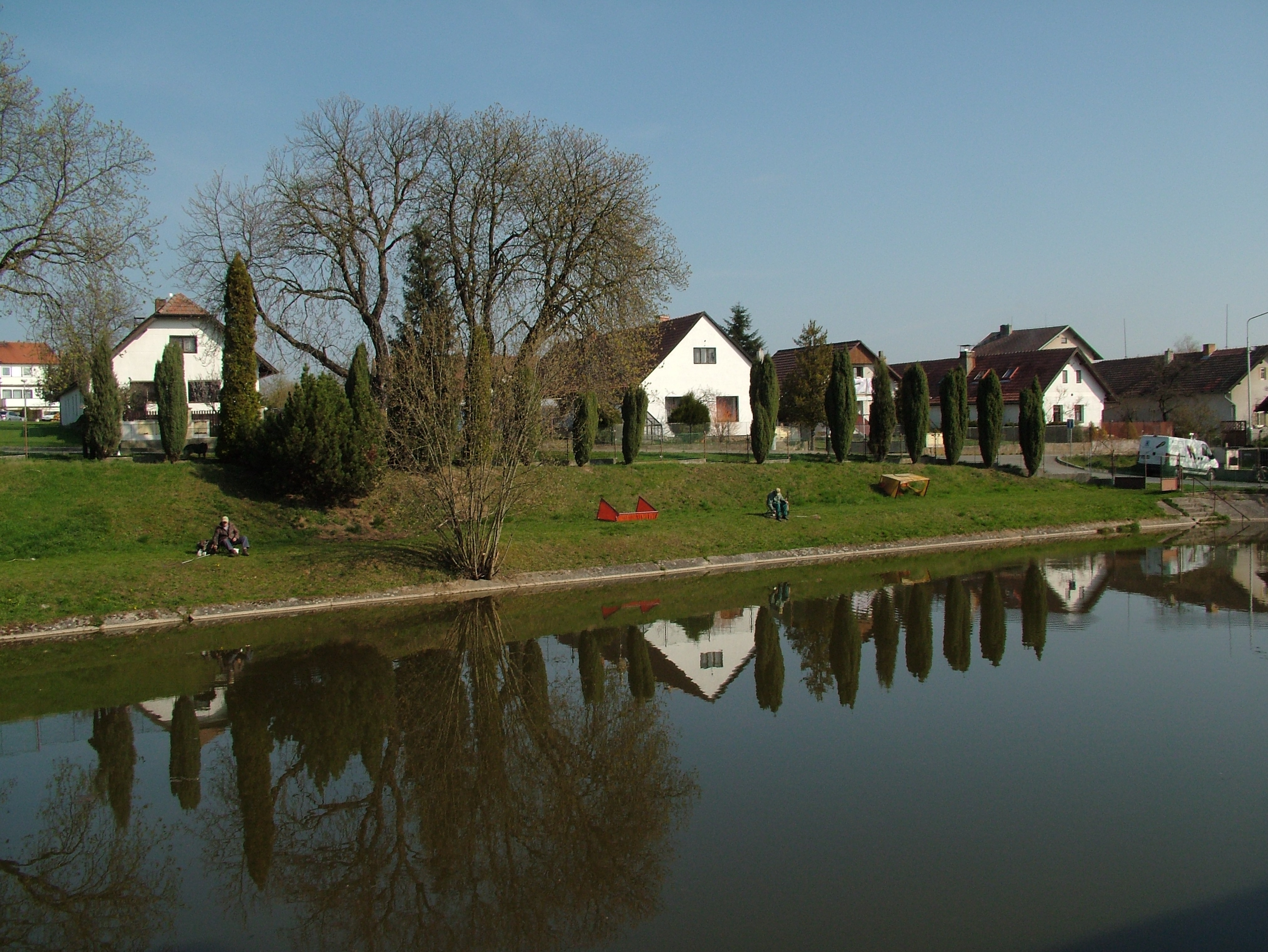
Hulice, 2008

První písemná zmínka o vesnici pochází z roku 1295.

### Územněsprávní začlenění
Dějiny územněsprávního začleňování zahrnují období od roku 1850 do současnosti. V chronologickém přehledu je uvedena územně administrativní příslušnost obce v roce, kdy ke změně došlo:
- 1850 země česká, kraj Pardubice, politický okres Ledeč, soudní okres Dolní Kralovice[4]
- 1855 země česká, kraj Čáslav, soudní okres Dolní Kralovice
- 1868 země česká, politický okres Ledeč, soudní okres Dolní Kralovice
- 1939 země česká, Oberlandrat Německý Brod, politický okres Ledeč nad Sázavou, soudní okres Dolní Kralovice[5]
- 1942 země česká, Oberlandrat Tábor, politický okres Ledeč nad Sázavou, soudní okres Dolní Kralovice[6]
- 1945 země česká, správní okres Ledeč nad Sázavou, soudní okres Dolní Kralovice[7]
- 1949 Pražský kraj, okres Benešov[8]
- 1960 Středočeský kraj, okres Kutná Hora
- 1968 Středočeský kraj, okres Benešov[9]
- 2003 Středočeský kraj, okres Benešov, obec s rozšířenou působností Vlašim

### Rok 1932
V obci Hulice (přísl. Hrádek, Nesměřice, Rýzmburk, Švihov, 737 obyvatel) byly v roce 1932 evidovány tyto živnosti a obchody: 4 hostince, 2 koláři, 2 kováři, 2 krejčí, mlýn, 2 obuvníci, porodní asistentka, rolník, 3 obchody se smíšeným zbožím, 2 tesařští mistri, 4 trafiky.

## Přírodní poměry
V jižním cípu katastrálního území Hulice leží jedna z částí národní přírodní památky Hadce u Želivky.

## Doprava
Územím obce prochází dálnice D1, nejblíže je exit 56 (Soutice). Silnice III. třídy jsou:
- III/1263 Kalná–Hulice
- III/1264 Kalná–Rýzmburk
- III/1265 Nesměřice – Rýzmburk – Hulice – Sedmpány

Železniční trať ani stanice na území obce nejsou. Nejbližší železniční stanicí je Trhový Štěpánov ve vzdálenosti 6 km ležící na trati 222 vedoucí z Benešova. Do obce vedla v roce 2012 autobusová linka Vlašim – Zruč nad Sázavou (v pracovních dnech 6 spojů, o víkendu 2 spoje) (dopravce ČSAD Benešov).

## Turistika
- Cyklistika – obcí prochází cyklotrasa č. 0004 (Vlašim - Trhový Štěpánov - Hulice - Nesměřice - Zruč nad Sázavou)
- Včelí svět – expozice ze života včelstva v bývalé škole
- Vodní dům – tématem jsou různé tváře vody